# Clematis chinensis
Clematis chinensis är en ranunkelväxtart som beskrevs av Pehr Osbeck. Clematis chinensis ingår i släktet klematisar, och familjen ranunkelväxter.

## Underarter
Arten delas in i följande underarter:
- C. c. anhweiensis
- C. c. tatushanensis
- C. c. vestita